# Super League 2023 (Nepal)
La Nepal Super League 2023 è stata la seconda edizione della Nepal Super League, campionato di vertice del calcio nepalese. La stagione è iniziata il 24 novembre ed è terminata il 25 dicembre 2023.
Il campionato è stato vinto dal Lalitpur City, al suo primo titolo nazionale.

## Stagione

### Aggiornamenti
Da questa stagione il numero di partecipanti è inizialmente salito a 10, con l'aggiunta del Birgunj United, dello Jhapa dalla Martyr's Memorial C-Division League e dello Sporting Ilam De Mechi. Il numero è successivamente sceso a 9 a seguito del ritiro del Biratnagar City.

## Squadre partecipanti e allenatori

### Squadre partecipanti e stadi
| Club                   | Stagione | Città              | Stadio                         | Stagione precedente                                                    |
| ---------------------- | -------- | ------------------ | ------------------------------ | ---------------------------------------------------------------------- |
| Birgunj United         | dettagli | Birganj            | Narayani Stadium               | Esordiente.                                                            |
| Butwal Lumbini         | dettagli | Butwal             | ANFA Technical Centre          | 4ª Classificata, semifinalista di play-off.                            |
| Chitwan                | dettagli | Bharatpur          | Dasharath Rangasala            | 7ª Classificata.                                                       |
| Dhangadhi              | dettagli | Dhangadhi          | Dhangadi Stadium               | 2ª Classificata, finalista di play-off.                                |
| Jhapa                  | dettagli | Distretto di Jhapa | Domalal Rajbanshi Ground       | Esordiente, vincitore della Martyr's Memorial C-Division League 2022.  |
| Kathmandu Rayzrs       | dettagli | Katmandu           | Dasharath Rangasala            | 1ª Classificata, finalista di play-off. Vincitrice Nepal Super League. |
| Lalitpur City          | dettagli | Patan              | Chyasal Stadium / ANFA Complex | 3ª Classificata, semifinalista di play-off.                            |
| Pokhara Thunders       | dettagli | Pokhara            | Stadio di Pokhara              | 5ª Classificata.                                                       |
| Sporting Ilam De Mechi | dettagli | Distretto di Ilam  | Mai Valley Ground              | Esordiente.                                                            |

### Allenatori
| Club                   | Allenatore         | In carica dal     | Vice-allenatore      |
| ---------------------- | ------------------ | ----------------- | -------------------- |
| Birgunj United         | Sanoj Shrestha     |                   |                      |
| Butwal Lumbini         | Bijay Maharjan     |                   |                      |
| Chitwan                | Mehrajuddin Wadoo  | 29 ottobre 2023   | Bal Gopal Shahukhala |
| Dhangadhi              | Yugal Kishor Rai   | 15 aprile 2021    |                      |
| Jhapa                  | Oriol Mohedano     | 5 ottobre 2023    | Chetan Ghimire       |
| Kathmandu Rayzrs       | Bal Gopal Maharjan | 3 marzo 2022      |                      |
| Lalitpur City          | Ian Andrew Gillian | 29 settembre 2023 | Rabindra Silakar     |
| Pokhara Thunders       | Nabin Neaupane     | 25 marzo 2021     | Rajendra Tamang      |
| Sporting Ilam De Mechi | Meghraj K.C.       | 4 ottobre 2023    |                      |

#### Cambio di allenatore
| Squadra | Allenatore in uscita | Motivo      | Dal               | Fino al         | Allenatore in entrata | A partire dal   |
| ------- | -------------------- | ----------- | ----------------- | --------------- | --------------------- | --------------- |
| Chitwan | Khalid Jamil         | Rescissione | 29 settembre 2023 | 29 ottobre 2023 | Mehrajuddin Wadoo     | 29 ottobre 2023 |

## Giocatori stranieri
Il numero di giocatori stranieri ammessi in una squadra è un massimo di sei. Tuttavia, il numero massimo di giocatori stranieri ammessi in campo è tre.
| Squadra                | Giocatore 1      | Giocatore 2      | Giocatore 3        | Giocatore 4               | Giocatore 5           | Giocatore 6               |
| ---------------------- | ---------------- | ---------------- | ------------------ | ------------------------- | --------------------- | ------------------------- |
| Birgunj United         | William Opoku    | Obed Owusu       | Hans Kwofie        | Aikins Kyei Baffour       | Tshamala Djadje       |                           |
| Butwal Lumbini         | Koussi Christian | Stéphane Binong  | Nicolas Serge Song | Andre Thierry Biyik Biyik | Ernest Tampi          |                           |
| Chitwan                | Rafiq Aminu      | Torric Jebrin    | Afriyie Acquah     | Yussif Mubarik            | Marko Ivanovic        |                           |
| Dhangadhi              | Olawale Afeez    | Fallou Diagne    | Trey Williams      | Mohamad Taha              | Richard Osei Agyemang | Ahmad Hijazi              |
| Jhapa                  | Stefan Čupić     | Samandar Ochilov | Dhiraj Thajali     | Canillas                  | Nando Cózar           |                           |
| Kathmandu Rayzrs       | Olivier Kingue   | Stephen Abeiku   | Junior Nkengue     | Komilzhon Tozhidinov      | Andres Nia            | Shokhrukh Makhmudkhozhiev |
| Lalitpur City          | Kareem Omolaja   | Papa Ibou Kébé   | Jeffrey Baltus     | Imoh Ezekiel              | Nurlan Novruzov       | Nikhil Kadam              |
| Pokhara Thunders       | Yves Priso       | Franklin Kuete   | Joe Aidoo          | Moses Gyabaah             | Stephan Kojo          |                           |
| Sporting Ilam De Mechi | Fodé Camara      | Amath Ndaw       | Abdoulaye Ba       | Badou Ndiaye              | Ibrahima Djite        |                           |

## Classifica
|  | Pos. | Squadra                | Pt | G | V | N | P | GF | GS | DR |
|  | ---- | ---------------------- | -- | - | - | - | - | -- | -- | -- |
|  | 1.   | Pokhara Thunders       | 15 | 8 | 4 | 3 | 1 | 8  | 5  | +3 |
|  | 2.   | Dhangadhi              | 13 | 8 | 3 | 4 | 1 | 8  | 7  | +1 |
|  | 3.   | Kathmandu Rayzrs       | 12 | 8 | 3 | 3 | 2 | 8  | 9  | -1 |
|  | 4.   | Lalitpur City          | 10 | 8 | 2 | 4 | 2 | 7  | 5  | +2 |
|  | 5.   | Jhapa                  | 10 | 8 | 2 | 4 | 2 | 4  | 4  | 0  |
|  | 6.   | Butwal Lumbini         | 10 | 8 | 3 | 1 | 4 | 6  | 8  | -2 |
|  | 7.   | Chitwan                | 9  | 8 | 2 | 3 | 3 | 7  | 8  | -1 |
|  | 8.   | Birgunj United         | 8  | 8 | 2 | 2 | 4 | 11 | 11 | 0  |
|  | 9.   | Sporting Ilam De Mechi | 8  | 8 | 2 | 2 | 4 | 6  | 8  | -2 |

Legenda:

      Campione della Nepal Super League
      Ammesse alle semifinali di Play-off

## Spareggi

### Play-off

#### Tabellone
|  | Semifinali | Semifinali       | Semifinali |               |   | Finale    | Finale | Finale |  |
|  |            |                  |            |               |   |           |        |        |  |
|  | 2          | Dhangadhi        | 2 (4)      |               |   |           |        |        |  |
|  | 2          | Dhangadhi        | 2 (4)      |               |   |           |        |        |  |
|  | 1          | Pokhara Thunders | 2 (3)      |               |   |           |        |        |  |
|  | 1          | Pokhara Thunders | 2 (3)      |               | 2 | Dhangadhi | 2      |        |  |
|  |            |                  |            |               | 2 | Dhangadhi | 2      |        |  |
|  |            |                  | 4          | Lalitpur City | 3 |           |        |        |  |
|  | 4          | Lalitpur City    | 4          | Lalitpur City | 3 | 3         |        |        |  |
|  | 4          | Lalitpur City    |            |               |   |           |        |        |  |
|  | 3          | Kathmandu Rayzrs | 0          |               |   |           |        |        |  |

## Statistiche

### Squadre

#### Classifica in divenire
|                        | 1ª | 2ª | 3ª | 4ª | 5ª | 6ª | 7ª | 8ª | 9ª |
| ---------------------- | -- | -- | -- | -- | -- | -- | -- | -- | -- |
| Birgunj United         | 0  | 0  | 0  | 1  | 2  | 5  | 5  | 8  | 8  |
| Butwal Lumbini         | 0  | 0  | 3  | 4  | 7  | 7  | 7  | 7  | 10 |
| Chitwan                | 0  | 1  | 4  | 5  | 5  | 5  | 6  | 6  | 9  |
| Dhangadhi              | 3  | 6  | 7  | 7  | 8  | 11 | 12 | 12 | 13 |
| Jhapa                  | 0  | 0  | 1  | 2  | 3  | 6  | 7  | 10 | 10 |
| Kathmandu Rayzrs       | 3  | 4  | 4  | 5  | 5  | 8  | 9  | 9  | 12 |
| Lalitpur City          | 3  | 4  | 5  | 6  | 9  | 9  | 10 | 0  | 0  |
| Pokhara Thunders       | 3  | 4  | 5  | 8  | 8  | 8  | 11 | 14 | 15 |
| Sporting Ilam De Mechi | 0  | 3  | 3  | 3  | 4  | 4  | 5  | 8  | 8  |

### Individuali

#### Classifica marcatori
| Gol | Rigori |  | Giocatore                 | Squadra                |
| --- | ------ |  | ------------------------- | ---------------------- |
| 6   | 0      |  | Imoh Ezekiel              | Lalitpur City          |
| 5   | 0      |  | William Opoku             | Birgunj United         |
| 5   | 0      |  | Moses Gyabaah             | Pokhara Thunders       |
| 4   | 0      |  | Olawale Afeez             | Dhangadhi              |
| 4   | 0      |  | Ahmad Hijazi              | Dhangadhi              |
| 3   | 0      |  | Stéphane Binong           | Butwal Lumbini         |
| 3   | 0      |  | Junior Nkengue            | Kathmandu Rayzrs       |
| 3   | 0      |  | Rafiq Aminu               | Chitwan                |
| 3   | 1      |  | Papa Ibou Kébé            | Lalitpur City          |
| 2   | 0      |  | Arik Bista                | Butwal Lumbini         |
| 2   | 0      |  | Rajiv Lopchan             | Kathmandu Rayzrs       |
| 2   | 0      |  | Aikins Kyei Baffour       | Birgunj United         |
| 2   | 0      |  | Fodé Camara               | Sporting Ilam De Mechi |
| 2   | 0      |  | Ayush Ghalan              | Pokhara Thunders       |
| 2   | 0      |  | Stephan Kojo Papa         | Pokhara Thunders       |
| 2   | 0      |  | Dinesh Henjan             | Lalitpur City          |
| 1   | 0      |  | Ananta Tamang             | Lalitpur City          |
| 1   | 0      |  | Fode Fofana               | Dhangadhi              |
| 1   | 0      |  | Hans Kwofie               | Birgunj United         |
| 1   | 0      |  | Amath Ndaw                | Sporting Ilam De Mechi |
| 1   | 0      |  | Bimal Gharti Magar        | Chitwan                |
| 1   | 0      |  | Torric Jebrin             | Chitwan                |
| 1   | 0      |  | Samandar Ochilov          | Jhapa                  |
| 1   | 0      |  | Abdoulaye Ba              | Sporting Ilam De Mechi |
| 1   | 0      |  | Nikhil Kadam              | Lalitpur City          |
| 1   | 0      |  | Kripa Tharu               | Birgunj United         |
| 1   | 0      |  | Sanjeeb Bista             | Pokhara Thunders       |
| 1   | 0      |  | Utsav Rai                 | Chitwan                |
| 1   | 0      |  | Omar Masdaphi Thiam       | Sporting Ilam De Mechi |
| 1   | 0      |  | Bibek Poudel              | Lalitpur City          |
| 1   | 0      |  | Shokhrukh Makhmudkhozhiev | Kathmandu Rayzrs       |
| 1   | 0      |  | Canillas                  | Jhapa                  |
| 1   | 0      |  | Ashish Chapagain          | Sporting Ilam De Mechi |
| 1   | 0      |  | Bhison Gurung             | Birgunj United         |
| 1   | 0      |  | Joe Aidoo                 | Pokhara Thunders       |
| 1   | 0      |  | Olivier Kingue            | Kathmandu Rayzrs       |
| 1   | 1      |  | Richard Osei Agyemang     | Dhangadhi              |